# Коноплино (Рязанская область)
Коноплино (Старое Коноплино) — село в Ухоловском районе Рязанской области России. Административный центр Коноплинского сельского поселения.

## География
Село Коноплино находится примерно в 22 км к юго-востоку от Ухолово на левом берегу реки Лесной Воронеж.

## История
Село Старое Коренное, Коноплино тож, впервые упоминается в окладных книгах за 1676 г. В селе имелась церковь Рождества Христова. В середине XVIII века крестьяне села Старое Коренное были выселены своими владельцами в разные уезды. На месте села осталась только Христорождественская церковь. 6 января 1754 года церковь сгорела. В мае того же года майор Григорий Алексеевич поставил деревянную церковь в честь Рождества Христова в своей вотчине — Коноплине, которое в память бывшего прежде села было названо Старым Коренным.
В 1905 году село являлось административным центром Коноплинской волости Ряжского уезда и имело 134 двора при численности населения 1095 человек.

## Население
| 1859 | 1897 | 1906  | 1926  | 2010 |
| ---- | ---- | ----- | ----- | ---- |
| 828  | ↗895 | ↗1095 | ↗1526 | ↘189 |

## Инфраструктура
В селе имеется одноимённое сельское отделение почтовой связи (индекс 391934), Коноплинская средняя общеобразовательная школа.

## Достопримечательности
Церковь Рождества Пресвятой Богородицы, Церковь Рождества Христова.

### Усадьба Коноплино
Усадьба майора Г. А. Коноплина известна с середины XVIII века. В последней четверти столетия принадлежала А. П. Коноплиной, вышедшей замуж за капитана М.И. Сатина (ум. после 1800 г.) В середине XIX века по родству владел титулярный советник В. Н. Сатин (1793- после 1860) с женою К. И. Сатиной (возможно, урождённой Шиловской), далее их дети поручик И. В. Сатин (1813—1849), женатый на О.И. Туманской (ум. 1844), С. В. Сатин (1826-до 1865) и Н. В. Сатин (1828—1877), женатый на М. дель Кармен, владелицы усадьбы Сатино в Рязанской губернии. В начале XX века М. Н. Шимановская, бывшая замужем за капитаном Ф.А. Лопухиным (1835—1865).
Ещё одной усадьбой в последней четверти XVIII века владел капитан М. М. Коноплин (г/р 1726), женатый на А.Г. Мельгуновой (г/р 1757). В первой половине XIX века — В.Я. и М. Н. Шимановские, далее их дочь В. В. Шимановская.

## Транспорт
Село доступно автотранспортом. Есть остановки общественного транспорта.